# Фрідріх Маркворт
Фрідріх Маркворт (нім. Friedrich Markworth; 14 лютого 1915, Вольфенбюттель — 13 січня 1944, Детмольд) — німецький офіцер-підводник, капітан-лейтенант крігсмаріне. Кавалер Лицарського хреста Залізного хреста.

## Біографія
8 квітня 1934 року вступив на флот. Служив на легкому крейсері «Кенігсберг» та важкому крейсері «Блюхер». У липні 1940 року переведений у підводний флот. Як 1-й вахтовий офіцер здійснив 2 бойові походи на підводному човні U-109. З 22 червня 1942 по 1 вересня 1943 року — командир U-66, на якому здійснив 3 походи (провівши в морі загалом 325 днів). Під час першого походу в Карибське море потопив 9 кораблів загальною водотоннажністю 48 896 тонн, а також встановив кілька мін в районі Санта-Лючії. Під час останнього походу 3 серпня 1943 року човен Маркворта був атакований глибинними бомбами з американського ескортного крейсера «Кард» і отримав важкі пошкодження, проте зміг дістатися бази.
Всього за час бойових дій потопив 13 суден загальною водотоннажністю 74 067 тонн і пошкодив 3 кораблі загальною водотоннажністю 10 236 тонн.
| Date           | Назва корабля                   | Тип                        | Тоннаж | Вантаж | Екіпаж | Загинули | Країна                | Конвой |
| -------------- | ------------------------------- | -------------------------- | ------ | --- | ------ | -------- | --------------------- | ------ |
| 9 липня 1942   | Triglav                         | Торговий пароплав          | 6,363  | 9000 тонн марганцевої руди і цинкових концентратів | 43     | 24       | Королівство Югославія |        |
| 26 липня 1942  | Tamandaré                       | Торговий пароплав          | 4,942  | 6600 тон генеральних вантажів, включаючи каву, тюки тканин, ліки, шкіру, монацитовий пісок, берил і марганцеву руду                                                                | 52     | 4        | Бразилія              |        |
| 28 липня 1942  | Weirbank                        | Торговий теплохід          | 5,150  | Баласт | 67     | 1        | Британська імперія    |        |
| 2 серпня 1942  | HMS MTB-339 (пошкоджений міною) | Моторний торпедний човен   | 32     | | ?      | 0        | Британська імперія    |        |
| 2 серпня 1942  | HMS MTB-342 (пошкоджений міною) | Моторний торпедний човен   | 32     | | ?      | 0        | Британська імперія    |        |
| 6 серпня 1942  | Rozewie                         | Торговий теплохід          | 766    | 814 тонн генеральних вантажів, у тому числі гуму і какао | 18     | 3        | Польща                |        |
| 29 серпня 1942 | Topa Topa                       | Торговий пароплав          | 5,356  | 6500 тонн генеральних вантажів, включаючи автомобілі, літаки і 800 тонн бензину | 60     | 25       | США                   |        |
| 30 серпня 1942 | Sir Huon                        | Торговий теплохід          | 6,049  | 5000 тонн марганцевої та хромової руди, 1004 тонни сизалю, 1623 тонни генеральних вантажів, включаючи шерсть, азбест і захоплені пошкоджені італійські та німецькі танки на палубі | 46     | 0        | Панама                |        |
| 30 серпня 1942 | West Lashaway                   | Торговий пароплав          | 5,637  | 7670 тонн олова, міді, какао-бобів і пальмової олії | 56     | 38       | США                   |        |
| 31 серпня 1942 | Winamac                         | Паровий танкер             | 8,621  | 12 500 тонн мазуту | 51     | 30       | Британська імперія    | TRIN-3 |
| 9 вересня 1942 | Peiping                         | Торговий теплохід          | 6,390  | 9950 тонн генеральних вантажів, включаючи вовну, шкури, барвники і жир | 34     | 3        | Швеція                |        |
| 1 лютого 1943  | Joseph Elise                    | Моторний рибальський човен | 113    | | 12     | 1        | Франція               |        |
| 27 лютого 1943 | St. Margaret                    | Торговий пароплав          | 4,312  | 6000 тон генеральних вантажів і вугілля | 50     | 3        | Британська імперія    | ON-165 |
| 10 червня 1943 | Esso Gettysburg                 | Турбінний танкер           | 10,173 | 120 120 барелів сирої нафти | 72     | 57       | США                   |        |
| 2 липня 1943   | Bloody Marsh                    | Турбінний танкер           | 10,195 | 102 500 барелів мазуту ВМС | 77     | 3        | США                   |        |
| 22 липня 1943  | Cherry Valley (d.)              | Турбінний танкер           | 10,172 | 6000 тонн водного баласту і 165 тонн військових вантажів | 79     | 0        | США                   |        |

В жовтні 1943 року призначений офіцером з бойової підготовки 23-ї флотилії підводних човнів, а в березні 1945 року був переведений в 25-у флотилію. Після закінчення війни отримав медичну освіту і працював стоматологом.

## Звання
- Кандидат в офіцери (8 квітня 1934)
- Фенріх-цур-зее (1 липня 1935)
- Оберфенріх-цур-зее (1 січня 1937)
- Лейтенант-цур-зее (1 квітня 1937)
- Оберлейтенант-цур-зее (1 квітня 1939)
- Капітан-лейтенант (1 вересня 1941)

## Нагороди
- Медаль «За вислугу років у Вермахті» 4-го класу (4 роки)
- Залізний хрест
  - 2-го класу (24 квітня 1940)
  - 1-го класу (10 листопада 1942)
- Нагрудний знак підводника (13 липня 1941)
- Нагрудний знак флоту (27 березня 1943)
- Лицарський хрест Залізного хреста (8 липня 1943)